# Pedro Domingo Rebollo
Pedro Domingo Rebollo fue un militar argentino, que ocupó el cargo de Interventor federal de Misiones entre el 2 de mayo y 26 de mayo de 1958.

## Biografía
Perteneció al Ejército Argentino, alcanzó la jerarquía de Mayor, jefe del Regimiento militar de Misiones. Integró el comisionado municipal de la Ciudad de Posadas. Abogó por la creación de un polígono de tiro.
Su hijo fue jefe de la Policía de Misiones.